# Chiesa di San Giorgio (Rasun-Anterselva)
La chiesa di San Giorgio (Kirche zum hl. Georg in Antholz-Mittertal in tedesco) è la parrocchiale di Antholz-Mittertal (Anterselva di Mezzo), frazione di Rasun-Anterselva in Alto Adige. Risale forse all'XI secolo.

## Storia

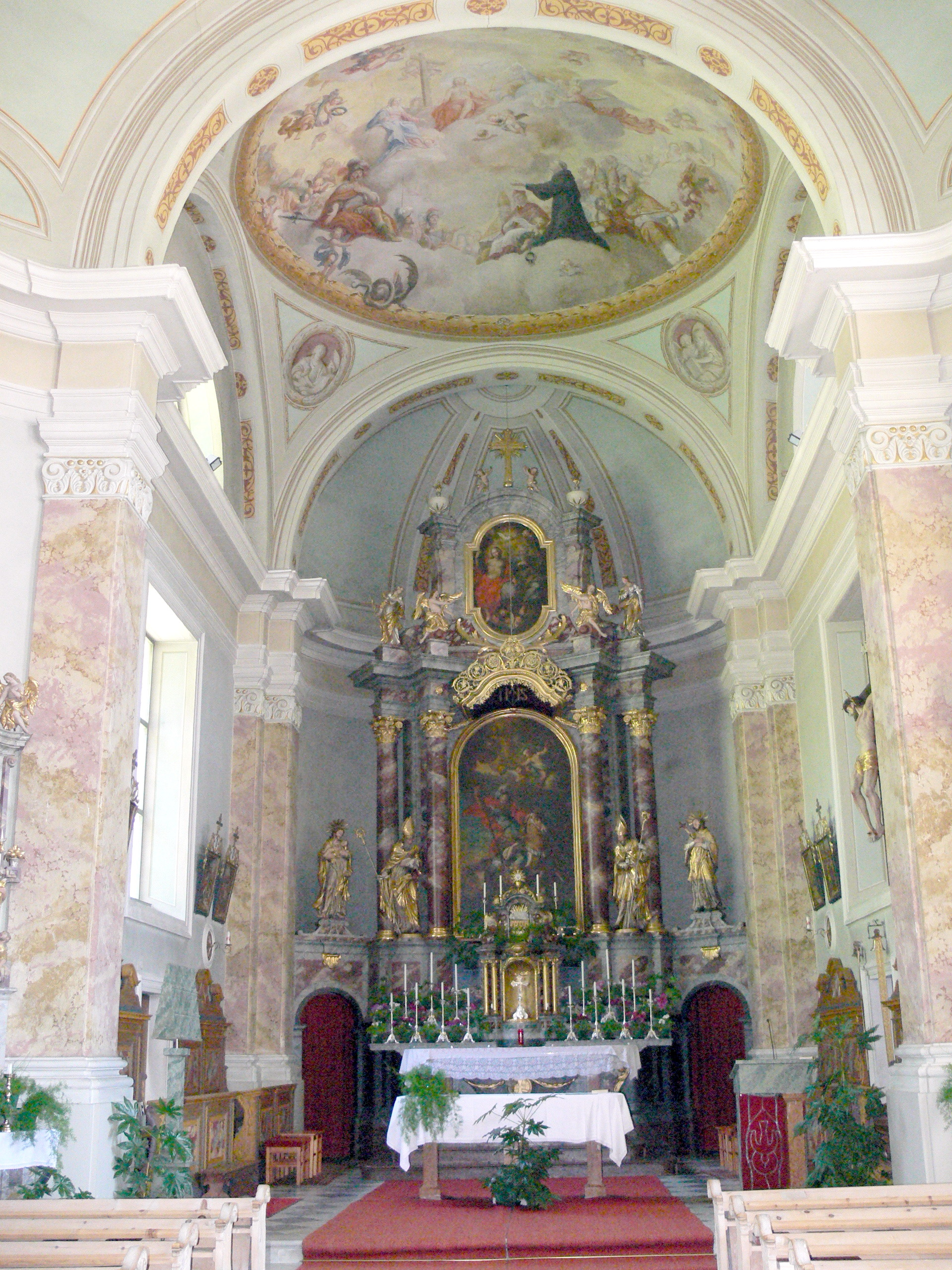
Interno ed altar maggiore della chiesa di san Giorgo.

Un primo luogo di culto cattolico nella frazione di Anterselva di Mezzo probabilmente era presente sin dall'anno 1000 e la documentazione che cita per la prima volta la parrocchia risale al 1220.
Verso la fine del XVIII secolo l'edificio ormai insufficiente alle necessità della popolazione venne ricostruito nelle forme barocche che ci sono pervenute.

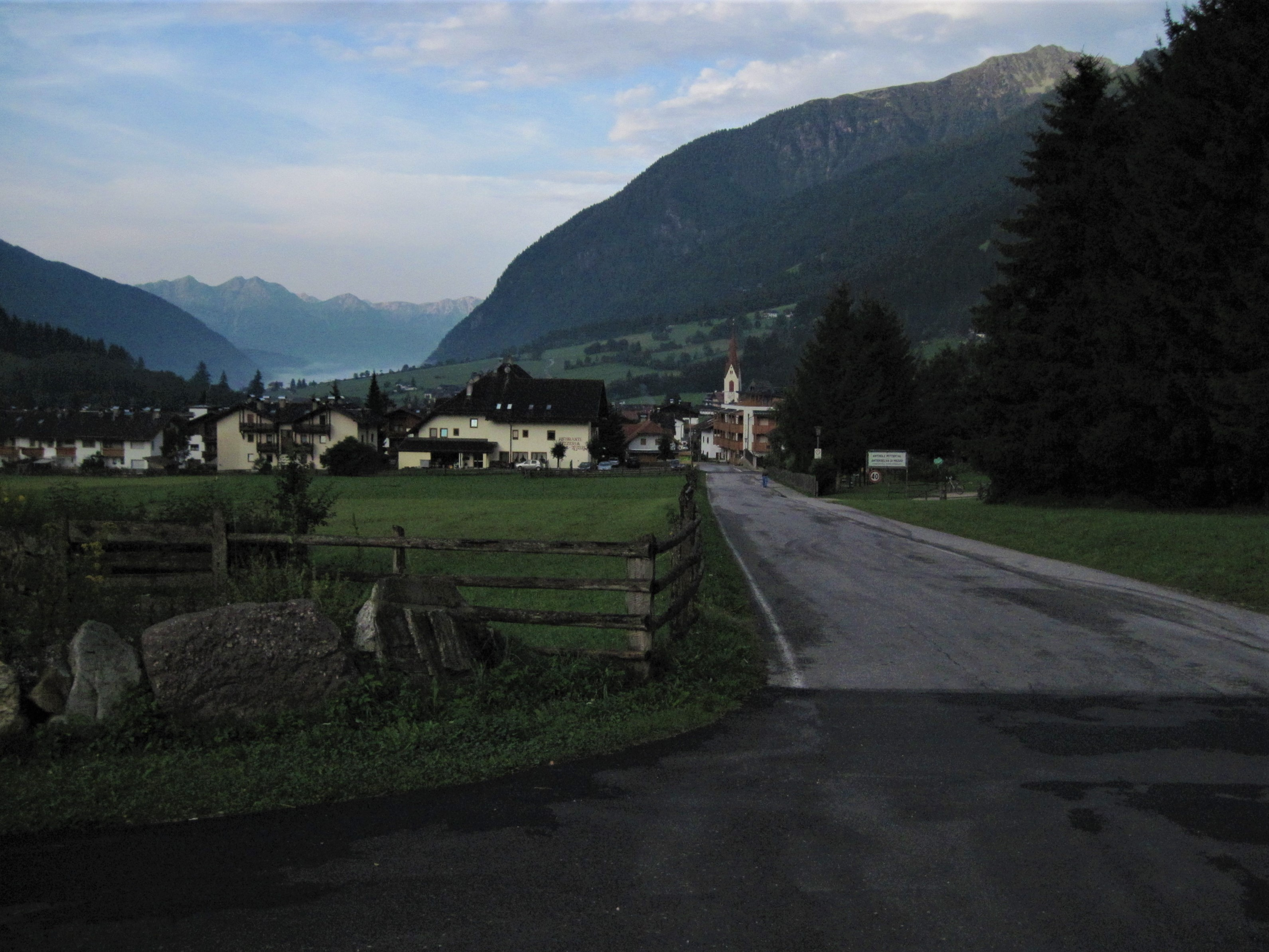
Panorama di Anterselva con il campanile della chiesa di San Giorgio.

Nel 1900 nella chiesa venne installato un primo organo dalla ditta austriaca Mayer di Feldkirch, e in seguito la stessa ditta ne installò uno di maggiori dimensioni e importanza (i registri dai 12 del primo strumento passarono ai 17 del secondo).

## Descrizione
L'edificio si trova nel centro dell'abitato di Anterselva di Mezzo. Attorno, un muretto ne delimita l'area che, oltre alla chiesa, raccoglie la piccola cappella ed il camposanto. La facciata, rivolta verso sud, è di grandi dimensioni con quattro lesene doriche che reggono un frontone triangolare. Sulle pareti laterali vi sono grandi finestre disposte su due ordini, quelle superiori sono a semiluna. La torre campanaria, che è appoggiata all'edificio sul suo lato orientale, ha una caratteristica copertura acuta, ricoperta con scandole in legno. La cella campanaria si apre con monofore ad arco acuto dotate di infissi come protezione. Sotto la cella, sulle tre facciate libere, è presente un grande orologio.
La piccola cappella a pianta poligonale che si trova accanto alla chiesa è di epoca leggermente precedente al resto del complesso, e risale al 1715.
L'interno è a navata unica e sul soffitto del coro si trova un affresco del 1795 attribuito a Johann Renzler.